# Уразаев, Галиулла Фаткуллович
Галиулла Фаткуллович Уразаев (1842 — не ранее 1912) — российский купец 2-й гильдии, предприниматель, мусульманский общественный деятель и благотворитель. Владелец предприятий в Троицке и Кустанае, основатель Торгового дома «Г. Ф. Уразаев с сыновьями».

## Биография

### Предпринимательство
В 1881 году основал шерстомойное предприятие в Троицке, где к 1895 году трудилось 75 человек. В 1887 году открыл бойню и салотопню, в которых к 1895 году работало 18 человек. В дальнейшем владел механической вальцовой мельницей и шерстомойным заведением в Кустанае. Его мельница была одной из самых современных в регионе и оснащена двигателем внутреннего сгорания, зерноочистительными сепараторами и гранитными жерновами.
Помимо производства, вел активную торговлю хлебом и животноводческим сырьём, владел 383 десятинами земли в Верхнеуральском уезде и 4211 десятинами в Троицком уезде Оренбургской губернии.

### Общественная деятельность
Неоднократно избирался гласным Троицкой городской думы, был товарищем (заместителем) директора Троицкого городского общественного банка. Входил в состав Троицкого уездного раскладочного по государственному промысловому налогу присутствия.
Во время Русско-турецкой войны 1877—1878 годов стал одним из организаторов Троицкого городского попечительства для помощи семьям военнослужащих.
С 1901 по 1910 годы был заместителем председателя Троицкого мусульманского благотворительного общества, а также возглавлял Троицкое уездное отделение попечительного о тюрьмах общества.

### Благотворительность
В 1893 году приобрел земельный участок с постройками в Миассе на Пичугинской улице. В 1894 году при его финансовой поддержке была построена соборная мечеть, которая сгорела в 1925 году. В 1910 году, получив разрешение Министерства внутренних дел, официально передал землю мусульманской общине Миасса. В 1911 году он пожертвовал общине ещё один участок по Златоустовской улице, на котором был построен двухэтажный каменный магазин. Доход от его аренды составлял 800—1000 рублей в год и использовался на нужды мусульманской общины.

## Награды
1 января 1907 года по представлению министра финансов был пожалован званием личного почётного гражданина.

## Семья
Дочь Галиуллы Уразаева, Камиля, вышла замуж за Латифа Яушева, представителя известной троицкой купеческой династии Яушевых.
Брат Валиулла Уразаев — основатель Троицкого городского общественного банка, который обслуживал троицких купцов. Здание банка сохранилось по сегодняшний день.

## Наследие
Здание мельницы Галиуллы Уразаева в Костанае, 1906 г. постройки, в начале 1930-х годов было передано НКВД, позднее использовалось обувной фабрикой. Снесено в 2020 г.
Ряд зданий, связанных с купцами Уразаевыми, сохранился в Троицке Челябинской области.